# Радиотехнический факультет МЭИ
Радиотехнический факультет (РТФ) МЭИ осуществляет подготовку бакалавров, специалистов, магистров и аспирантов по специальностям и направлениям, связанным с радиотехникой и электроникой. Образован в 1938 году.
Факультет имеет свою эмблему, гимн, лаборатории, телецентр. Эмблему факультета создал выпускник РТФ Эдуард Новицкий.

## История
Основы для создания этого первого в СССР специализированного радиотехнического факультета были заложены в 1930-х годах на электротехническом факультете МВТУ им. Н. Э. Баумана. Необходимость создания факультета объяснялась острой нехваткой специалистов в области радиотехники и радиолокации, быстро развивающихся перед войной.
В 1938 году специальность «Радиотехника» была выделена в самостоятельный Спецфакультет, где велась подготовка специалистов для оборонных отраслей промышленности. В 1940 году факультет переименован в Радиотехнический. Обучение велось по дневной и вечерней формам. Первоначально на факультете было три кафедры: радиотехники, радиоприёмных и радиопередающих устройств.
Учебные аудитории факультета и деканат разместили в главном учебном корпусе МЭИ, а кафедры и лаборатории — в лабораторном корпусе.
Во время войны на факультете продолжалось обучение. Одновременно студенты и сотрудники факультета привлекались к строительству оборонительных сооружений, заготовке дров, уборке урожая, восстановительным работам. В 1941 году студенты и преподаватели РТФ участвовали в битве под Москвой. Студентам, погибшим на полях сражений, установлен памятник в студенческом городке МЭИ.
В послевоенный период по решению Советского правительства факультету поручили подготовку специалистов-разработчиков радиолокационных станций, необходимых для обеспечения обороноспособности страны. Были образованы две новые кафедры: радиоприборов и антенно-фидерных устройств. Деканом факультета был назначен академик Владимир Александрович Котельников. Большой вклад в формирование концепции подготовки радиоинженеров внёс академик Юрий Борисович Кобзарев, один из создателей первого отечественного радиолокатора.
Под руководством В. А. Котельникова на факультете исследовались проблемы помехоустойчивости, в результате появилось новое направление в радиоэлектронике — оптимальные методы радиоприёма. Принципы, заложенные в работах РТФ по потенциальной помехоустойчивости, легли в основу современной компьютерной техники, сотовой и космической связи.
К середине 1950-х годов в стране выявилась потребность в подготовке специалистов, имеющих повышенную по сравнению с типовым учебным планом физико-математическую подготовку, способных вести научно-исследовательские работы на стыке физики и радиоэлектроники. При этом необходимо было сохранить, в основном, и подготовку к инженерной деятельности, необходимую для скорейшего внедрения новых радиотехнических устройств. Поэтому в 1955 году по инициативе академика В. А. Котельникова, а также профессоров С. И. Евтянова и Г. Т. Маркова, на РТФ МЭИ была открыта специальность «Радиофизика и электроника», существующая по настоящее время.
Впервые в стране в 1964 году на радиотехническом факультете был оборудован учебный телевизионный центр, в котором проводились научные работы, готовились учебные материалы для института. Работы в области телевидения, выполненные на факультете, были отмечены Государственной премией СССР, золотыми медалями ВДНХ.
На кафедре антенно-фидерных устройств проводятся работы, связанные с теорией антенных решёток с произвольной геометрией, разрабатываются методы расчёта таких решеток. Эти работы позволили создать в стране загоризонтные РЛС, предупреждающие о запуске ракет с любой точки Земли.
В 2002 году на базе двух факультетов МЭИ — радиотехнического и электронной техники — был создан Институт радиотехники и электроники (ИРЭ) в составе МЭИ.
За время существования РТФ МЭИ подготовлено примерно 11 тыс. специалистов, в настоящее время факультет готовит бакалавров, инженеров и магистров по специальностям «Радиотехника», «Медицинское приборостроение», «Радиофизика и электроника», «Бытовая радиоэлектроника» и «Радиоэлектронные устройства». Чтение ряда курсов проводится на английском языке.
Деканами факультета в разное время были академик В. А. Котельников, профессора А. Л. Зиновьев, Н. К. Свистунов, В. Н. Кулешов, Н. Н. Удалов, В. Г. Карташев, А. Л. Зиновьев, Г. Д. Лобов, Г. М. Уткин.
Преподавателями факультета написаны многочисленные учебники для студентов и аспирантов радиотехнических ВУЗов страны по радиоприемным, радиопередающим устройствам, антенной технике, радиолокации, основам радиотехники.
В настоящее время на факультете проводятся работы по изучению студентами и внедрению особо значимой для страны системы ГЛОНАСС, антенн и систем загоризонтной радиолокации для раннего предупреждения запуска всех видов ракет, новых систем сотовой и космической связи, радиотехники летательных аппаратов, медицинской техники и др. На факультете действуют три научных центра: учебно-исследовательский центр «Современные радиоэлектронные и телекоммуникационные технологии», научно-исследовательский отдел «Гиромагнитная радиоэлектроника», научно-производственный центр МЭИ «Конструкторское бюро радиотехнических приборов и систем» (НПЦ "КБ РПС " МЭИ).
Лучшие выпускники Радиотехнического факультета продолжают своё обучение в аспирантуре.
Деканат факультета расположен в корпусе № 17, кафедры — в лабораторном корпусе.

## Кафедры факультета
- Основ радиотехники (ОРТ)
- Прием и обработка сигналов (ПиОС)

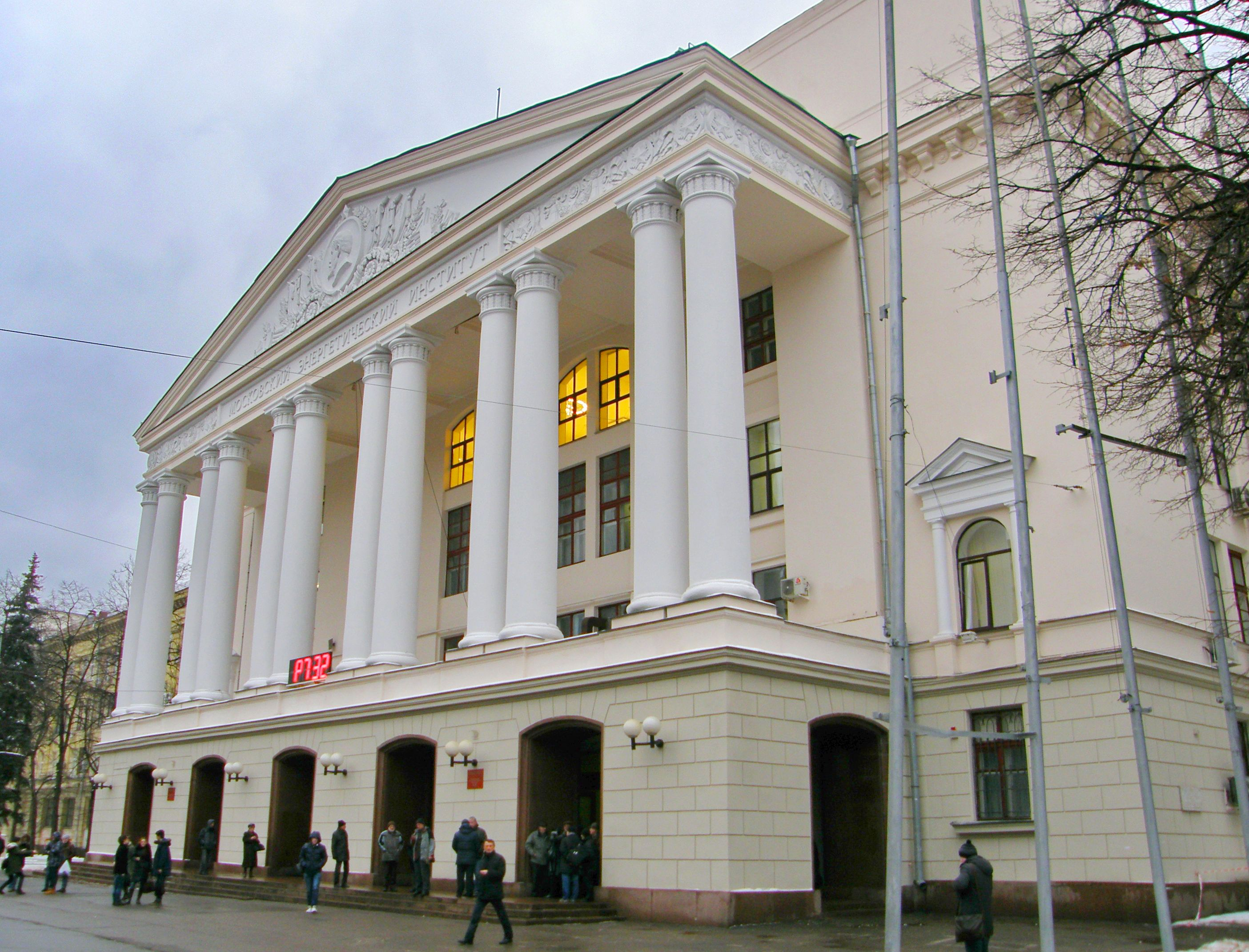
МЭИ ТУ в 2013 году

- Радиотехнических приборов и антенных систем (РТПиАС)
- Радиотехнических систем (РТС)
- Формирования и обработки радиосигналов (ФОРС)
- Цифровая связь (ЦС)
- Эффективность и безопасность медицинских изделий (ЭБМИ)[6]

## Преподаватели факультета
В разные годы в ИРЭ работали видные ученые: академики РАН СССР А. Ф. Богомолов, Ю. Б. Кобзарев, В. А. Котельников, член-корреспондент АН СССР В. И. Сифоров, профессора А. В. Башаринов, Г. В. Брауде, Е. Н. Васильев, С. И. Евтянов, И. Л. Каганов, А. Н. Казанцев, И. В. Лебедев, Г. Т. Марков, В. В. Мешков, Д. М. Сазонов, Г. М. Уткин, В. А. Фабрикант, Л. И. Филиппов, А. Ф. Чаплин, К. В. Шалимова, А. Д. Фролов и др.
В настоящее[какое?] время на факультете работают профессора Алексеев Олег Александрович, Баскаков Александр Ильич, Белов Леонид Алексеевич, Богатырев Евгений Алексеевич, Воробьев Михаил Дмитриевич, Губонин Николай Сергеевич, Гусевский Владлен Ильич, Гутцайт Эдуард Михелевич, Дворяшин Борис Владимирович, Евсиков Юрий Александрович, Замолодчиков Владимир Николаевич, Зорин Андрей Юрьевич, Ищенко Евгений Федорович, Капранов Михаил Владимирович, Карасик Александр Яковлевич, Карташев Владимир Герасимович, Качанов Владимир Клементьевич, Кулешов Валентин Николаевич, Лобов Геннадий Дмитриевич, Панфилов Дмитрий Иванович, Переводчиков Владимир Иннокентьевич, Пермяков Валерий Александрович, Перов Александр Иванович и другие.

## Деканы факультета

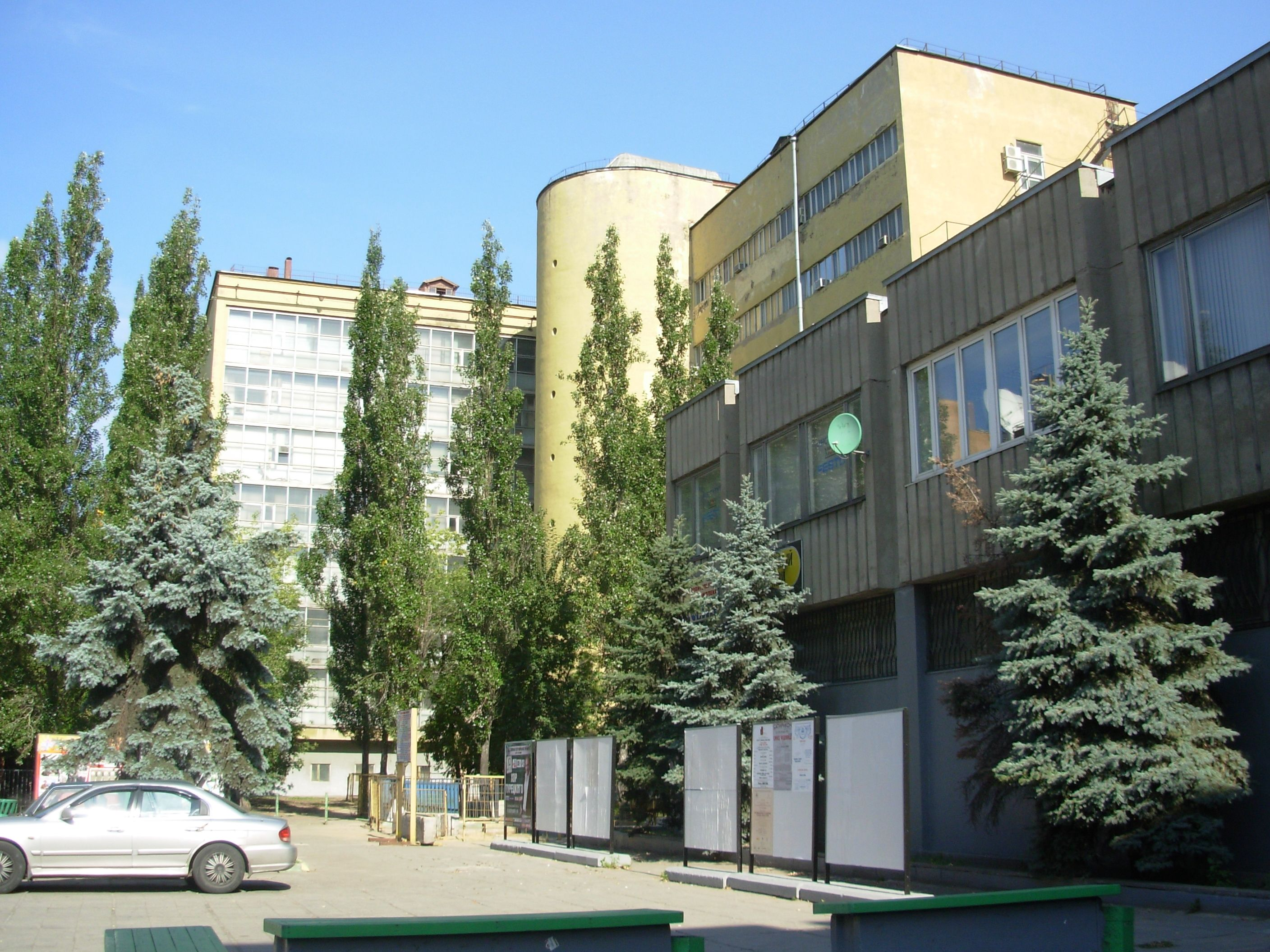
Здание лабораторного корпуса МЭИ

- И. И. Лебедев (1938—1940) — профессор МЭИ
- М. А. Перекалин (1940—1943) — профессор МЭИ
- Е. Р. Гальперин (1943—1947) — профессор МЭИ
- В. А. Котельников (1947—1952)- академик АН СССР
- А. Н. Казанцев (1951—1953) — профессор МЭИ
- Н. А. Бархатлев (1953—1956) — декан вечернего отделения РТФ[8]
- Г. Д. Лобов (1956—1972) — декан вечернего отделения РТФ
- Г. Т. Марков (1953—1956) — профессор МЭИ[9]
- А. Л. Зиновьев (1956—1960) — профессор МЭИ
- Н. К. Свистунов (1960—1967) — профессор МЭИ
- Г. М. Уткин (1967—1972) — профессор МЭИ
- Г. Д. Лобов (1972—1980) — профессор МЭИ
- Ю. П. Борисов (1980—1987) — профессор МЭИ
- В. Н. Кулешов (1987—1993) — профессор МЭИ
- В. Г. Карташев (1993—1998) — профессор МЭИ
- Н. Н. Удалов (1998—2008) — профессор МЭИ
- В. Н. Замолодчиков (2008—2011) — профессор МЭИ
- Ю. А. Гребенко (с 2011) — профессор МЭИ

## Известные выпускники
- Б. Е. Черток — академик РАН

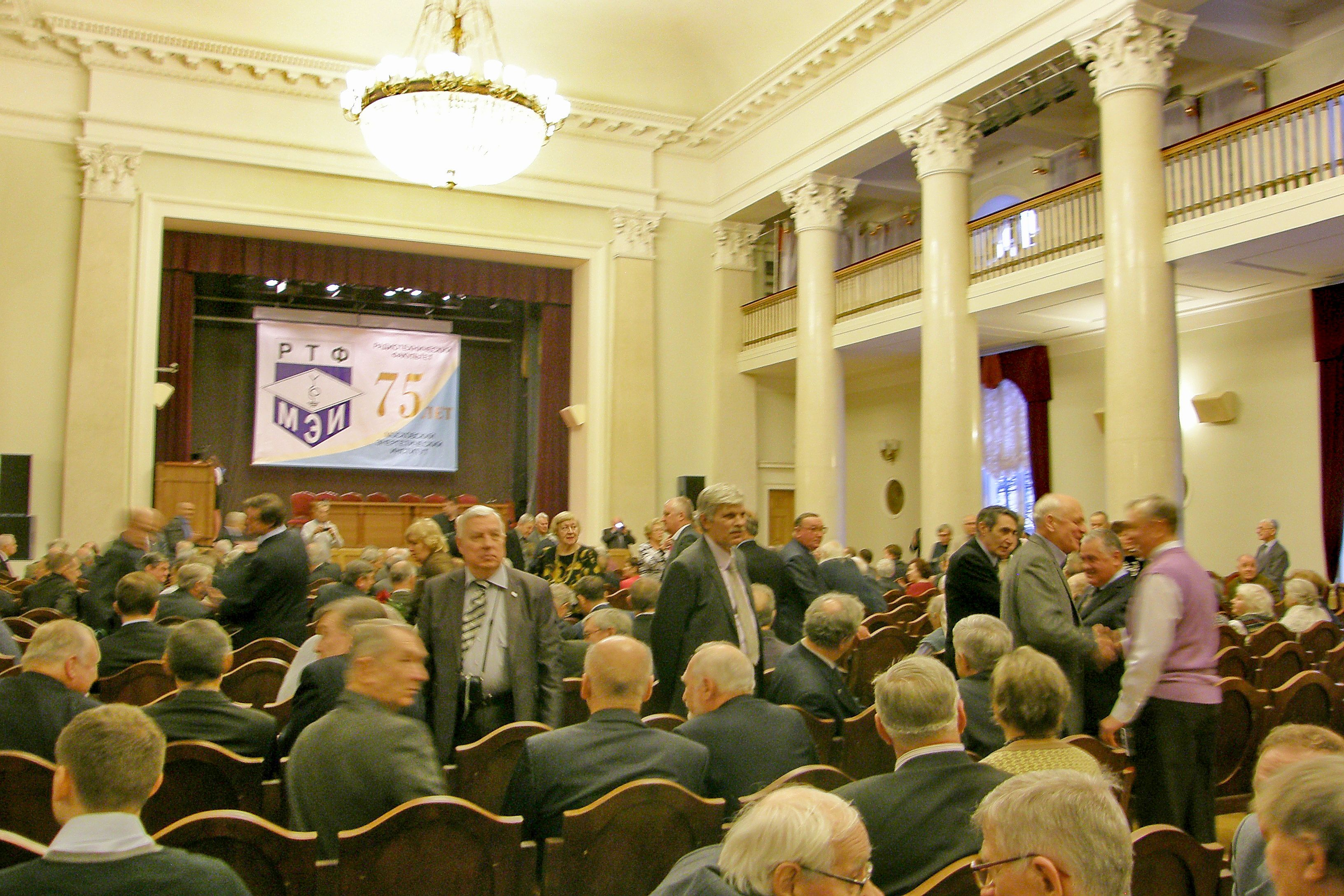
Радиотехническому факультету МЭИ 75 лет. 2013 год

- Э. А. Памфилова — министр социальной защиты населения России в правительствах Егора Гайдара, Председатель Центральной избирательной комиссии Российской Федерации (с 28 марта 2016 года)
- Г. В. Боос — бывший губернатор Калининградской области
- С. В. Генералов — Министерство топлива и энергетики РФ (c апреля 1998 по май 1999 г.г.)
- Н. Н. Гончар — депутат Государственной Думы
- М. С. Рязанский — главный конструктор космических систем
- В. Д. Легошин — спасатель МЧС, Герой Российской Федерации
- Г. Я. Гуськов — академик РАН, Герой Социалистического труда.